# Canal de Juncáli

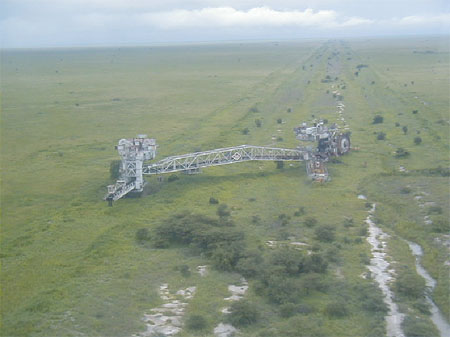
Lucy, uma escavadeira usada para cavar o Canal de Juncáli. A construção do canal foi iniciada em 1978, mas está incompleta até hoje.

O Canal de Jonglei ou Canal de Juncáli foi um projeto proposto para desviar águas através das vastas zonas úmidas de Sudão do Sul, de modo a fornecer mais água para os territórios do Sudão e do Egito, para uso na agricultura. O projeto foi iniciado em 1978, mas nunca foi finalizado. Os restos enferrujados de uma máquina de escavação gigante alemã permanecem até hoje no local em que seria construído o canal, localizados em Juncáli. Atualmente, os governos do Sudão e do Egito decidiram replanejar o projeto do canal, com o intuito de retomar as construções após 24 anos de abandono do projeto. 